# V-Ray

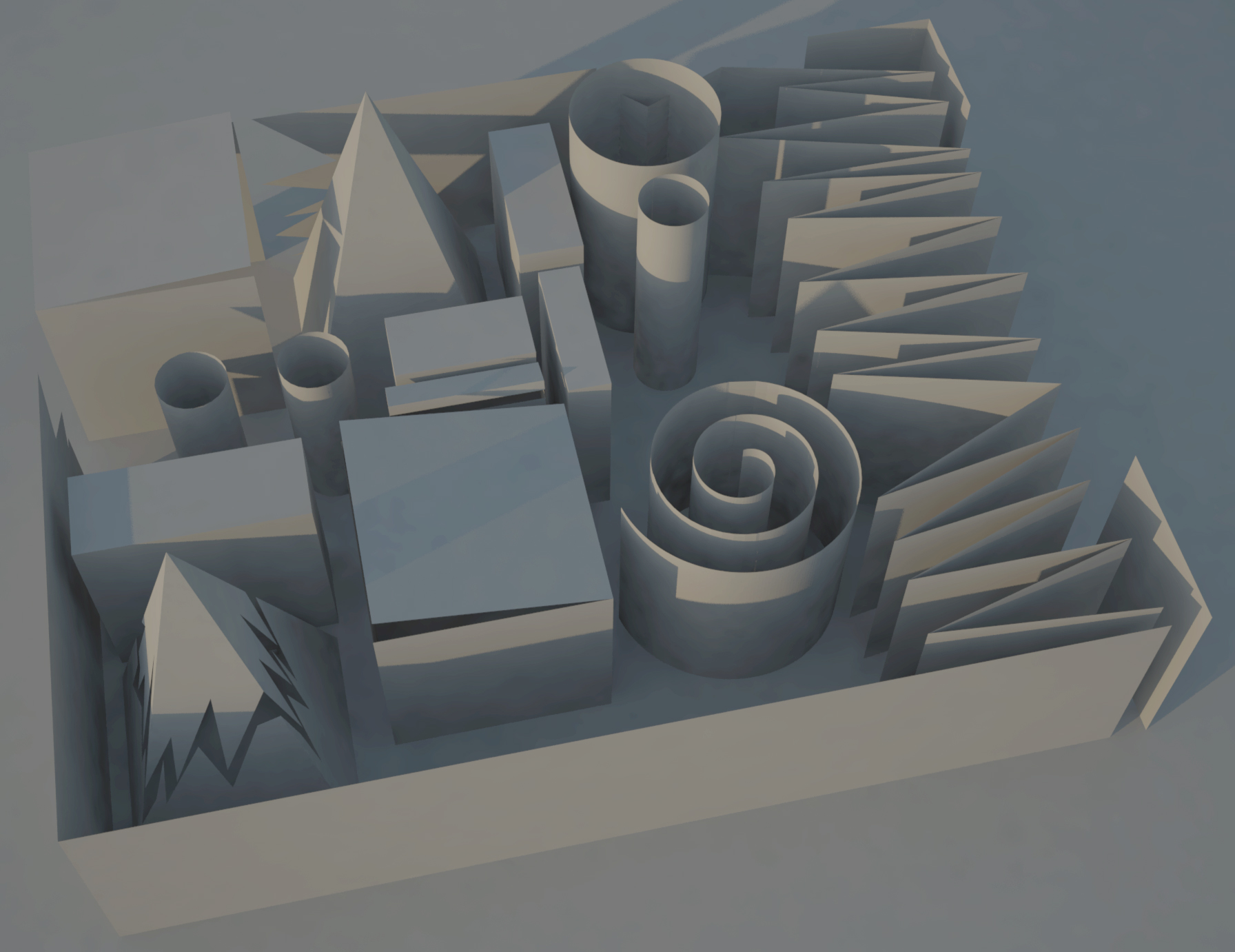
折叠纸：使用V-Ray渲染的SketchUp绘图，展示着色和全局照明。

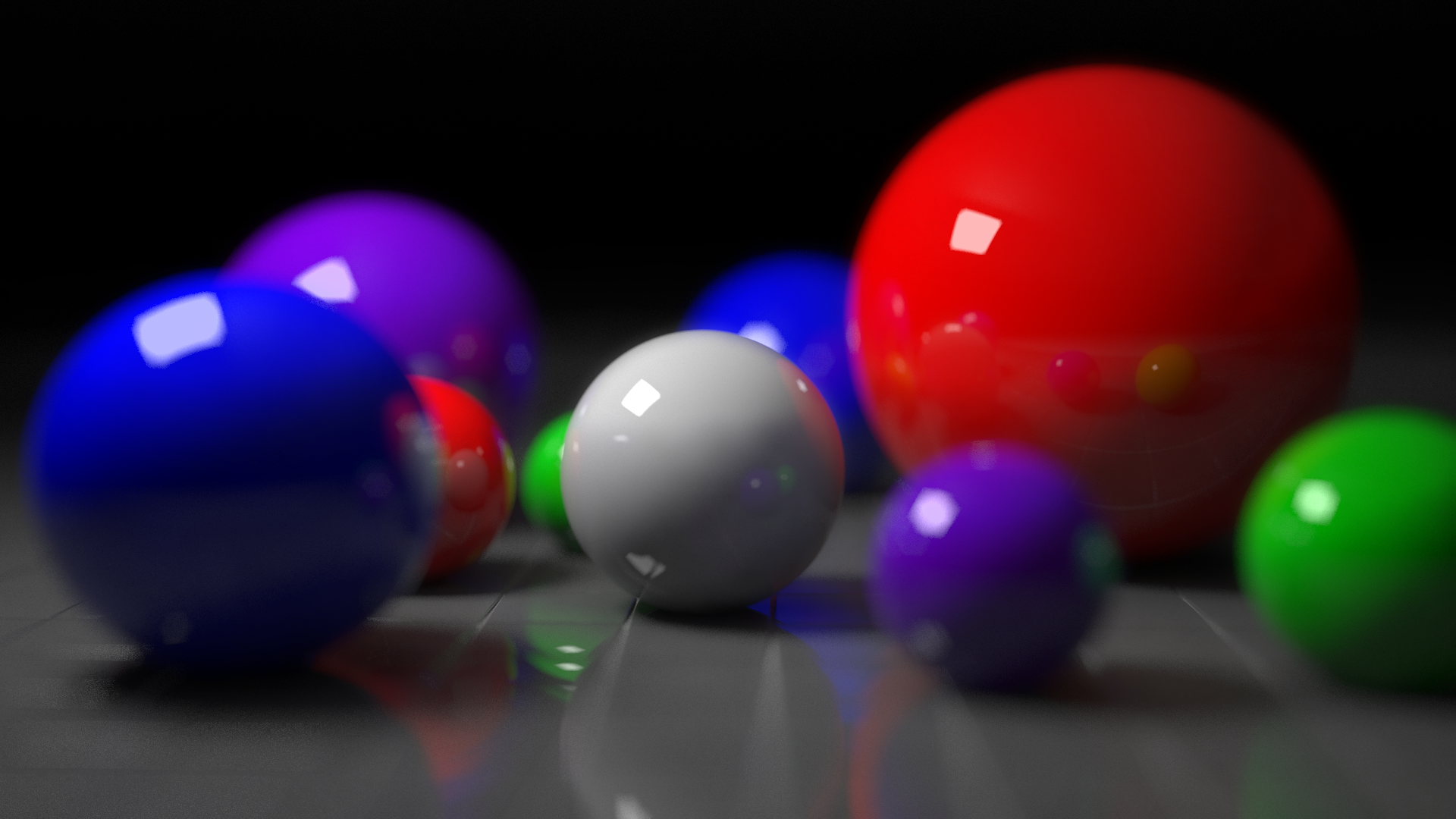
使用V-Ray为Rhinoceros 3D创建渲染，演示了V-Ray能够实现的高级效果，例如反射，景深和光圈的形状。

V-Ray是由保加利亚公司Chaos Group（保加利亚语：ХаосГруп）开发的计算机图像渲染应用程序，于1997年在索非亚成立.V-Ray是第三方3D计算机图形的商业 插件软件应用程序，用于媒体，娱乐，电影和视频游戏制作，工业设计，产品设计和架构等行业的可视化和计算机图形学。

## 概述
V-Ray是一种渲染引擎，它使用全局照明算法，包括路径跟踪，光子映射，辐照度映射和直接计算的全局照明。
V-Ray支持的桌面3D应用程序包括：
- Autodesk3d Max
- Autodesk Revit[1]
- Cinema 4D
- Maya
- Modo
- Nuke
- Rhinoceros 3D
- SketchUp
- Softimage
- Blender

还提供教育版和独立版本的V-Ray